# Karásznó
Karásznó (1899-ig Krásznó, vagy Kiszucakrásznó, szlovákul Krásno nad Kysucou) város Szlovákiában, a Zsolnai kerületben, a Csacai járásban.

## Fekvése
Zsolnától 21 km-re északkeletre fekszik.

## Története
Első írásos említése 1325-ből származik „Krasna” néven. 1352-ben „Crassna”, 1508-ban „Krasno” néven szerepel írott forrásokban. Zsolna városához tartozott, majd a sztrecsnói váruradalom része volt. A 16. századig területe egészen a sziléziai határig ért, később ezen a területen több település is keletkezett. 1598-ban 253 család és 1420 lakos élt itt.
A 18. század végén Vályi András így ír róla: „KRASNA. vagy Kraszno. Tót falu Trentsén Várm. lakosai katolikusok, fekszik N. Szlatinához közel, mellyhez határja is hasonlító.”
1828-ban 325 háza és 2346 lakosa volt. Lakói mezőgazdasággal, drótozással, juhtenyésztéssel, erdei munkákkal és tutajozással foglalkoztak.
Fényes Elek 1851-ben kiadott geográfiai szótárában így ír a faluról: „Uj-Krasznó, Trencsén m. tót falu, magas hegyek közt a Kisucza völgyében, a Szileziába vivő országutban. Táplál 2430 kathol., 20 zsidó lak. Kat. paroch. templom. Vendégfogadó. Határa nagy; fenyvese szép; de földei igen soványak. F. u. h. Eszterházy. Ut. p. Csécsa.”
A vasút 1871-ben érte el a települést és ez fellendítette fejlődését. A trianoni békéig Trencsén vármegye Kiszucaújhelyi járásához tartozott.
1918-után 1948-ig a faluban faüzem működött. A második világháború alatt határában élénk partizántevékenység folyt. 1944. szeptember 9-én a németek 6 partizánt öltek itt meg. Karásznó csak 1945. április 30-án szabadult fel. A háború után téglagyár és több üzem is létesült itt. Lakói közül sokan Csaca és Zsolna üzemeiben dolgoznak.

## Népessége
| Év:            | 1994. | 2004.   | 2014.   | 2024.   |
| -------------- | ----- | ------- | ------- | ------- |
| Emberek száma: | 6863  | 7038    | 6831    | 6506    |
| Eltérés:       |       | +2,54 % | -2,94 % | -4,75 % |

| Év:            | 2023. | 2024.   |
| -------------- | ----- | ------- |
| Emberek száma: | 6544  | 6506    |
| Eltérés:       |       | -0,58 % |

1910-ben 2456, túlnyomórészt szlovák anyanyelvű lakosa volt.
2001-ben 6939 lakosából 6827 szlovák volt.
2011-ben 6920 lakosából 6809 szlovák volt.

## Nevezetességei

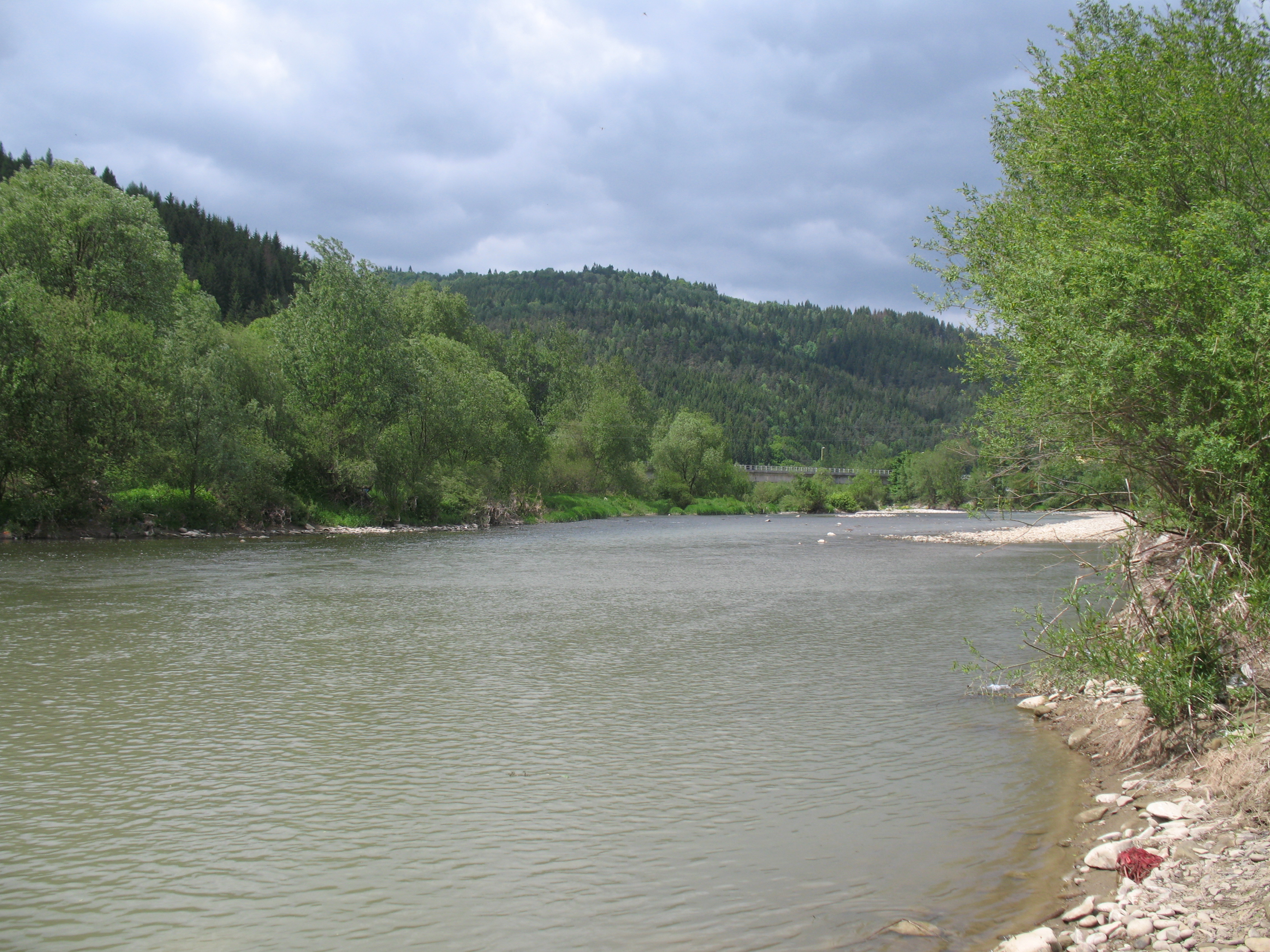
Kiszuca folyó

- Szent András tiszteletére szentelt római katolikus temploma 1861-ben épült neoromán stílusban. 1912-ben megújították.

## Neves személyek
- Itt született 1918. január 28-án Anton Točík szlovák régész, a nyitrai Régészeti Intézet első igazgatója.
- Itt született 1976-ban Zdeno Štrba szlovák válogatott labdarúgó.

## Külső hivatkozások
- A Kiszucai régió honlapja
- Alapinformációk
- Karásznó Szlovákia térképén
- Az általános iskola honlapja
- E-obce.sk Archiválva 2008. február 7-i dátummal a Wayback Machine-ben